# Iacobeni (Sibiu)
Iacobeni (veraltet Iacășdorf; deutsch Jakobsdorf oder Jakeschdorf, siebenbürgisch-sächsisch Jookesderf oder Giukesstref, ungarisch Jakabfalva) ist eine Ortschaft im Kreis Sibiu in der Region Siebenbürgen in Rumänien.

## Geographische Lage

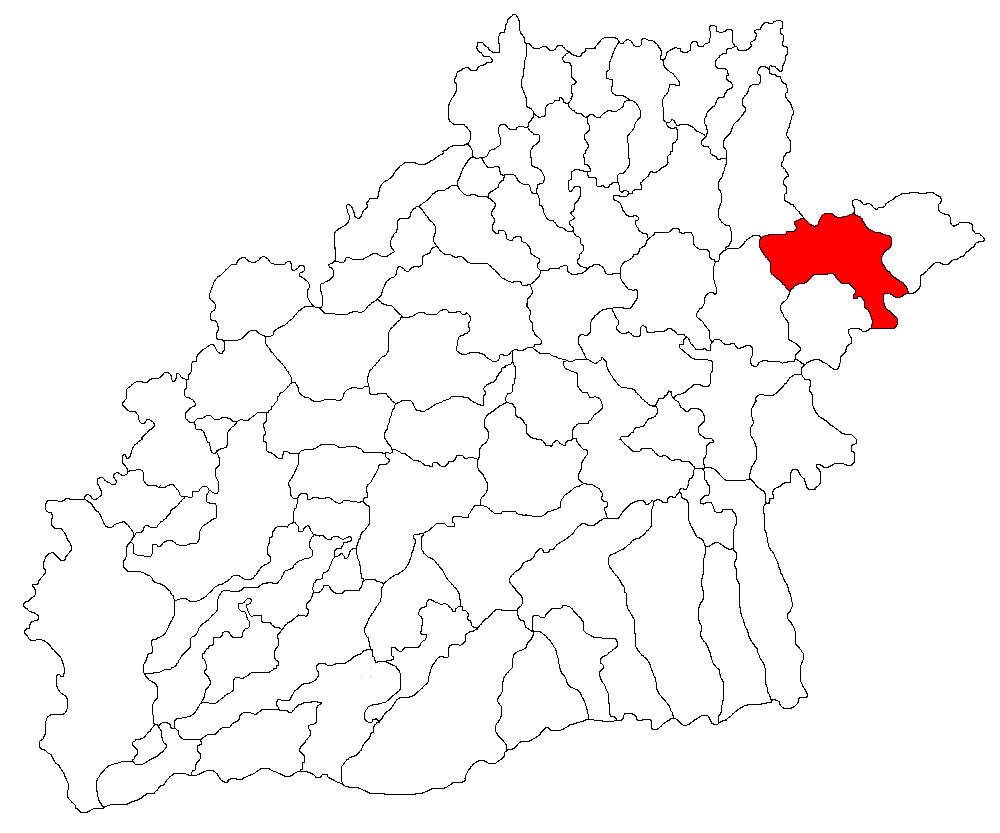
Lage der Gemeinde Iacobeni im Kreis Sibiu

Die Ortschaft liegt etwa 1500 Meter abseits der Hauptstraße, die durch das Harbachtal (Valea Hârtibaciului) führt und Hermannstadt mit Sighișoara (Schäßburg) verbindet. Iacobeni befindet sich etwa siebzig Kilometer nördlich der Kreishauptstadt Sibiu.
Die Gemeinde Iacobeni besteht aus fünf Dörfer: Iacobeni, Movile (Hundertbücheln), Netuș (Neithausen), Noiștat (Neustadt) und Stejărișu (Probstdorf). In jedem dieser Orte steht eine Wehrkirche.

## Geschichte
Der Ort im ehemaligen Schenker Stuhl wurde 1309 erstmals urkundlich erwähnt und wahrscheinlich etwa ein Jahrhundert davor gegründet.
Dass das Dorf wirtschaftlich prosperierte, zeigt eine Statistik, wonach Jakobsdorf um 1500 und im 16. Jahrhundert die zweitgrößte Ortschaft im Schenker Stuhl war. Bis in die 1930er Jahre waren mehr als die Hälfte der Einwohner Siebenbürger Sachsen. Durch die Auswanderung nach Deutschland (vor allem im Jahr 1990) ist ihr Anteil bis heute stark zurückgegangen.

## Iacobeni heute
In Iacobeni – wie auch Cincu (Groß-Schenk) – hat sich während der 1990er Jahre die „Independent Catholic Church“ von Pater Don Demidoff, Autor des Buches „Der Dornenpriester“ niedergelassen. In Selbstdarstellungen sagt Demidoff, diese Kirche sei vor allem karitativ tätig. Dies wird von Kritikern bestritten. Demidoffs Kirche betrieb mehrere Einrichtungen in den ehemals evangelischen Kirchengebäuden, die zu diesen Zwecken gepachtet und umgestaltet wurden.

## Einwohner
Laut Volkszählung von 2011 lebten in der Gemeinde Iacobeni 1615 Rumänen, 956 Roma, 34 Rumäniendeutsche und 9 Ungarn. Im Dorf Iacobeni selbst waren 767 Einwohner im Jahr 1992 registriert.

## Sehenswürdigkeiten
- Die evangelische Kirche und Kirchenburg im 14. Jahrhundert errichtet, steht unter Denkmalschutz[9] und ist an die Independent Catholic Church verpachtet.[10]
- Das evangelische Pfarrhaus wurde 1843 errichtet.

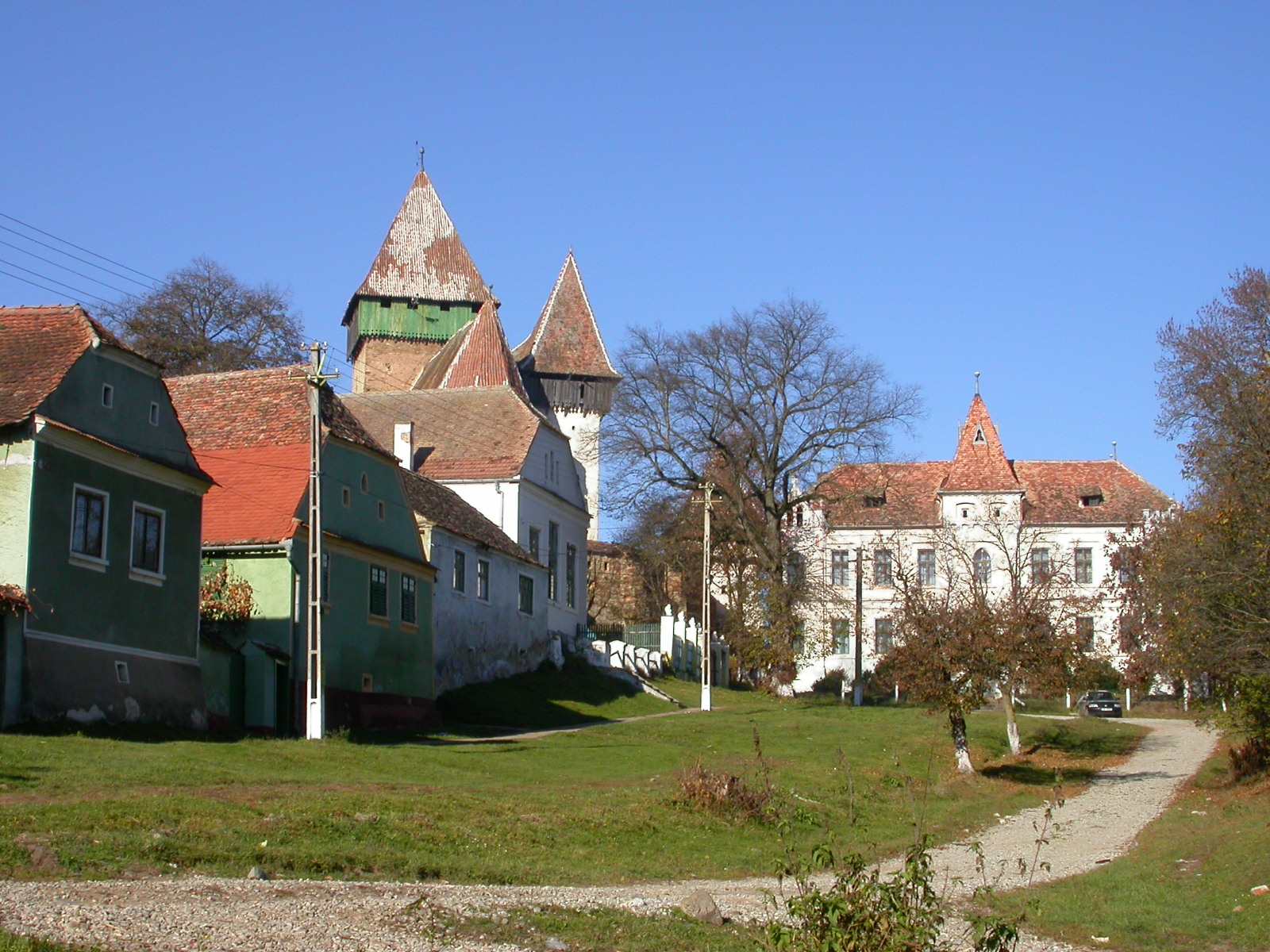
Kirche und Schule in Iacobeni
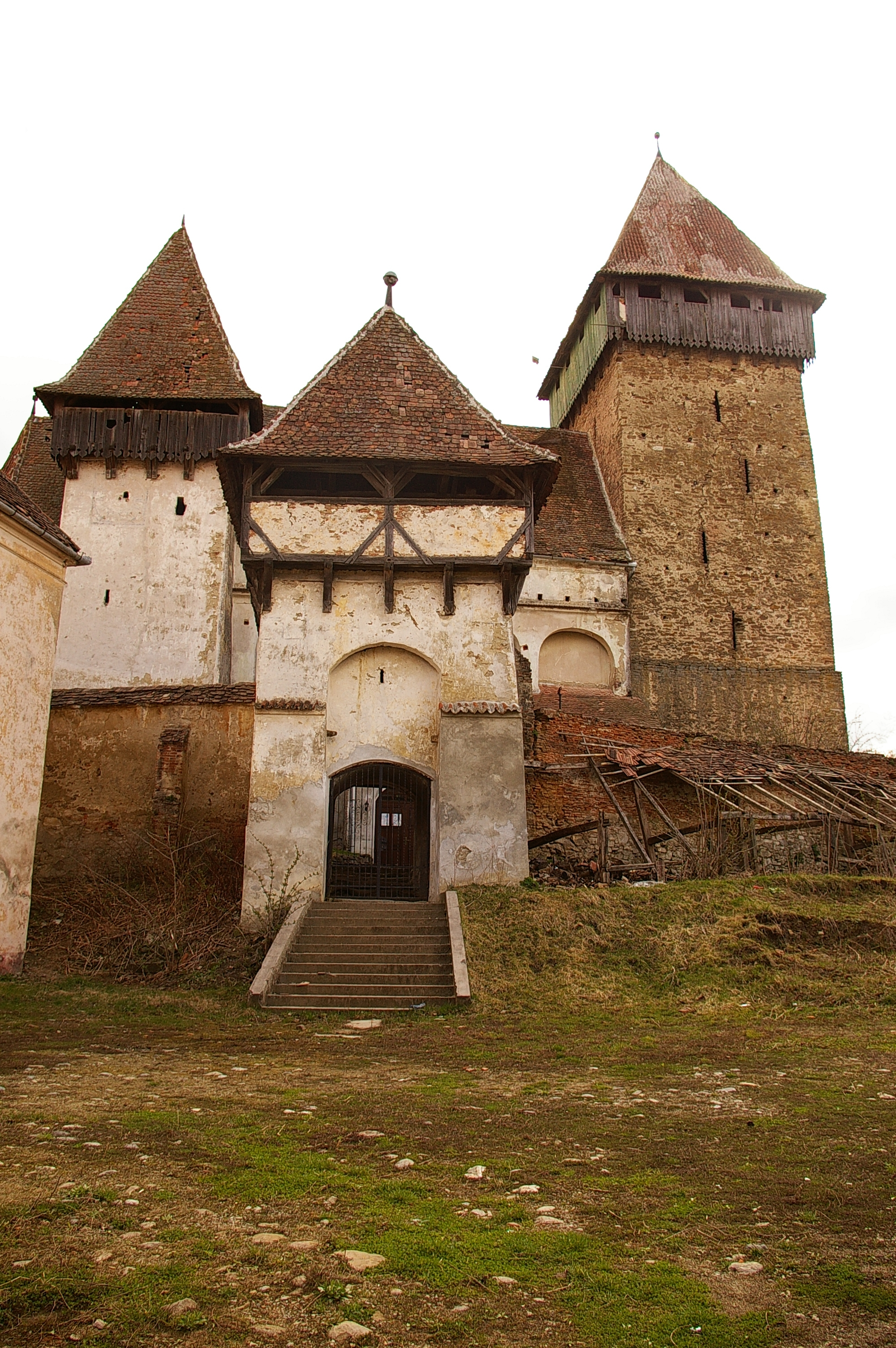
Die Kirchenburg von Iacobeni
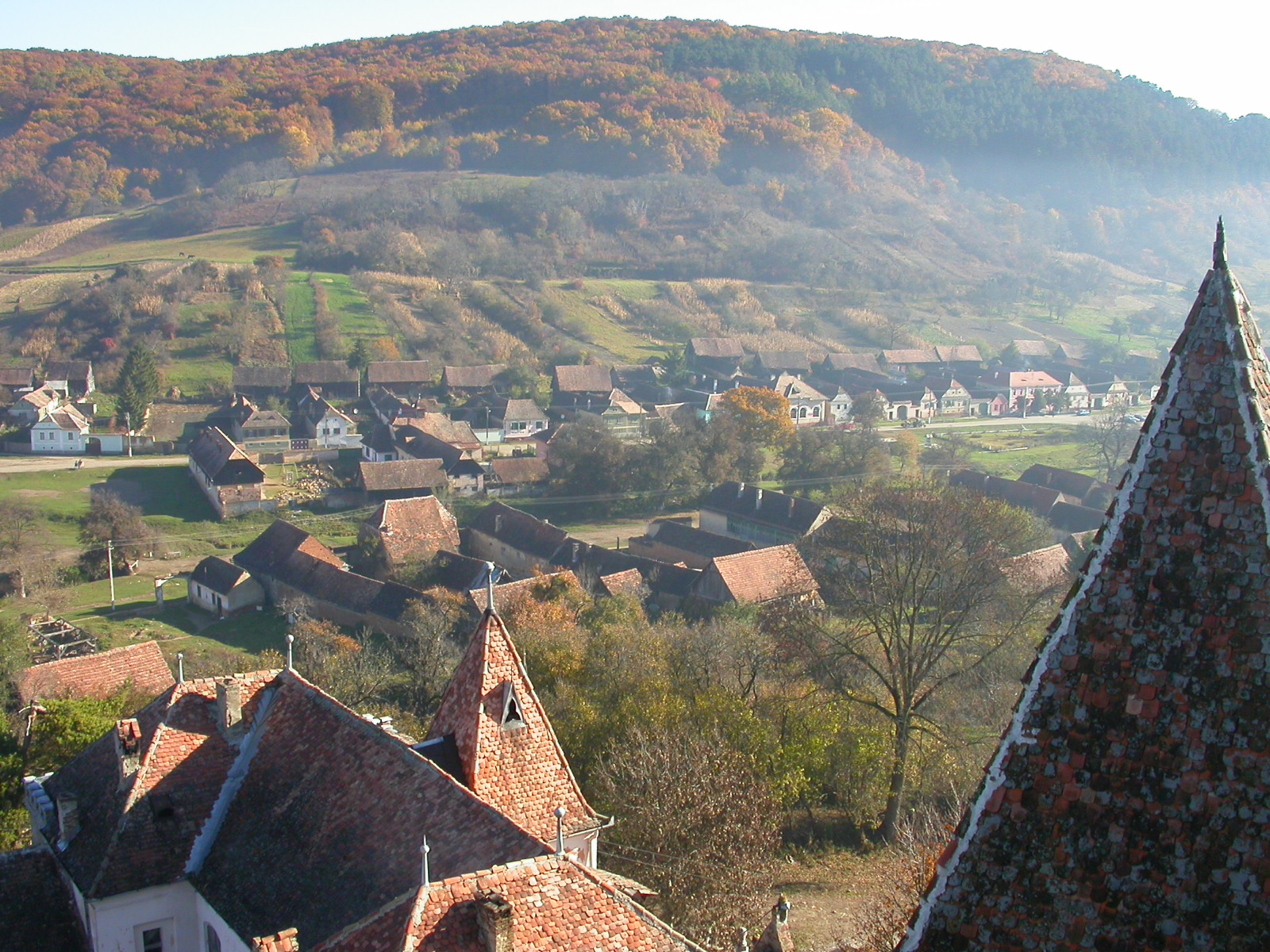
Blick auf Iacobeni

## Persönlichkeiten
- Misch Orend (1896–1976), Historiker[11]